# کادیجان
کادیجان یا کَروان یکی از روستاهای استان آذربایجان شرقی است که در دهستان آغمیون بخش مرکزی شهرستان سرآب واقع شده‌است.
این روستا از شمال به پادگان جعفر طیار تیپ ۴۰ مستقل پیاده می‌رسد و تقریباً روبه‌روی ورودی اصلی آن قرار دارد. همچنین از شمال به آغمیون، از شرق به اراضی روستاهای سوین و شوره‌دل، از جنوب به روستای سنزیق و از غرب به روستای طاران محدود می‌شود.